# Ханкок (окръг, Индиана)
Окръг Ханкок (на английски: Hancock County) е окръг в щата Индиана, Съединени американски щати. Площта му е 795 km², а населението - 55 391 души (2000). Административен център е град Грийнфийлд.